# 日本ブログ協会
日本ブログ協会（にほんぶろぐきょうかい）は、ブログの普及促進を目的として総務省が設立した団体。情報通信政策局情報通信政策課により2006年2月28日に設立され、2007年3月末まで活動予定とされていたが、特に活動らしい活動が公表されないまま期日を迎え、そのまま終了した。

## 組織
- 団体の性格：任意団体
- 役員：当面の間置かない
- 事務局：財団法人マルチメディア振興センター
- 所在地：東京都港区麻布台1-11-10 日総22ビル5F（事務局）

## 活動内容

### 概要
設立当初は、ブログに関する啓発、表彰、研究、調査、交流、支援、提言等を行うとされていた。

これは、総務省で行ってきた、ビジネスブログ活用事例の収集・公表や活用事例発表会の開催といった活動を発展・拡充させるものとなる。

しかし、上記活動予定期間中、これらの活動が実行されたという発表はなかった。

### 会員サービス
会員は、個人の資格で無料で入会できる。

上述のように特に活動らしい活動が実行されなかったため、会員になることで得られるメリットは結果的に一切存在しなかった。

2007年3月末をもって会員募集は終了した。

### 情報提供
設立当初は、WWWサイト（マルチメディア振興センターのドメイン内）にて、会員向け及び一般向けの情報発信を行っていくとされていた。

しかし、上記活動予定期間中、会員向け、一般向け問わず、ブログに関する有益な情報が発信されることはなかった。

## トピック
- 会員申し込みの障害
設立と同時に会員登録受付をWWWサイトにて開始したが、同日中に会員登録フォームにセキュリティ面で脆弱性があったことが判明。これによる個人情報漏洩はなかったが、WWWからの登録受付は中断し、3月2日より電子メールによる会員登録受付を再開した。その後登録受付のメール返信の準備を始める。
その後、会員登録受付のメール送信が行われていない10月に、会員登録申込者宛に、マルチメディア振興センターの研究発表会（11月15日）の案内メールが送付された。